# Attractions touristiques de Tampere
Cet article liste des attractions touristiques de Tampere en Finlande.

## Architecture

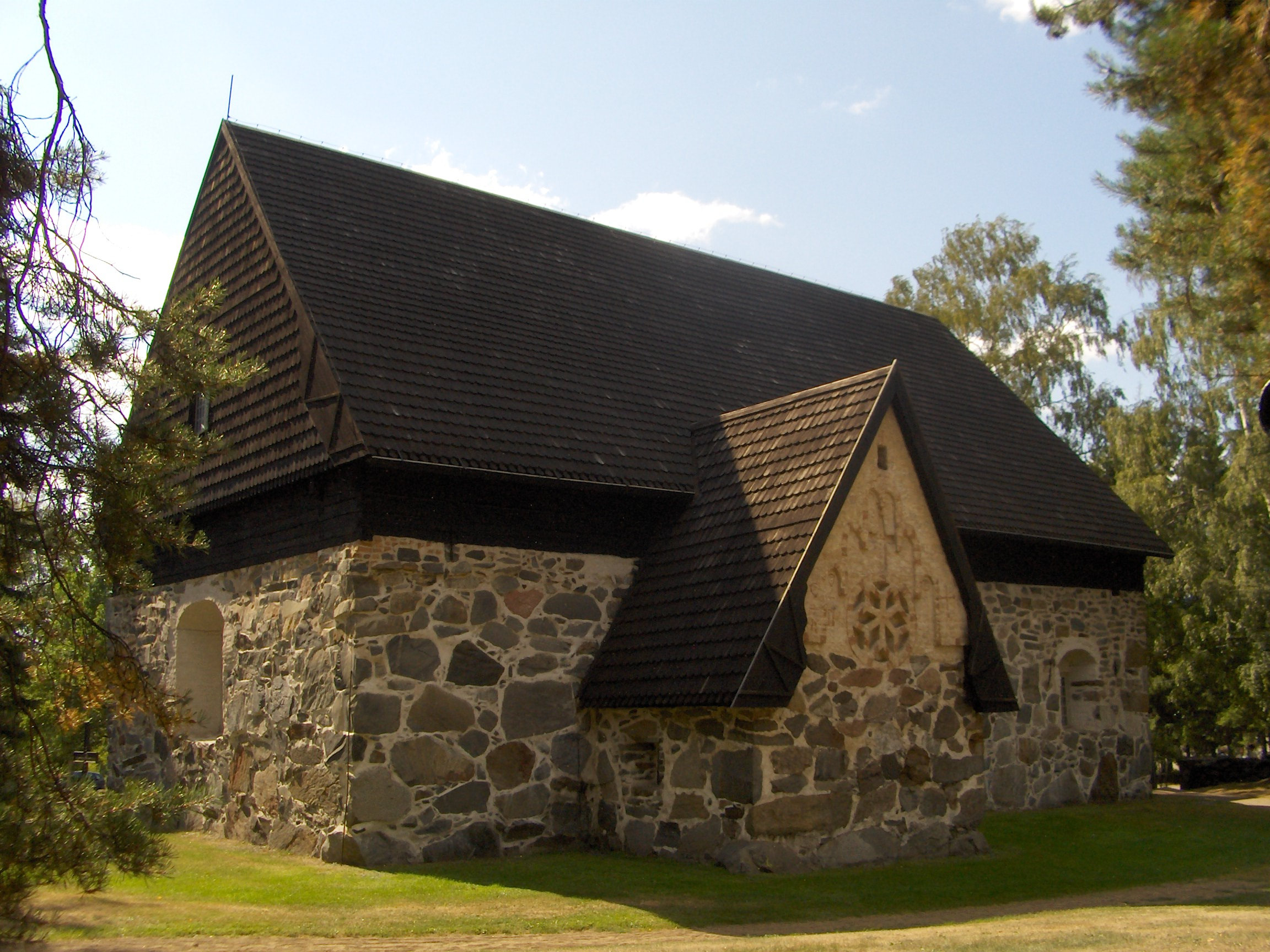
Ancienne église de Messukylä

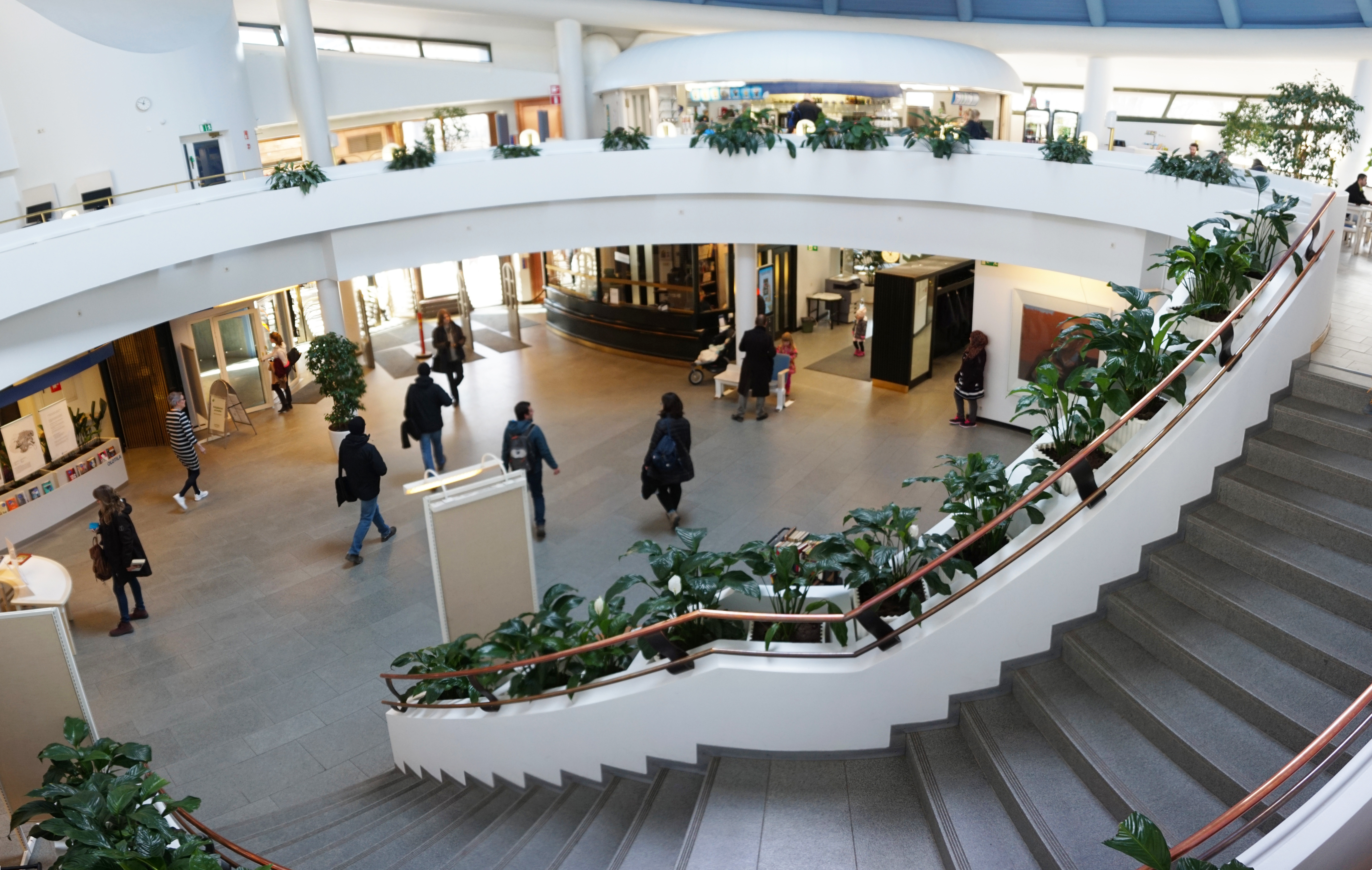
Bibliothèque Metso

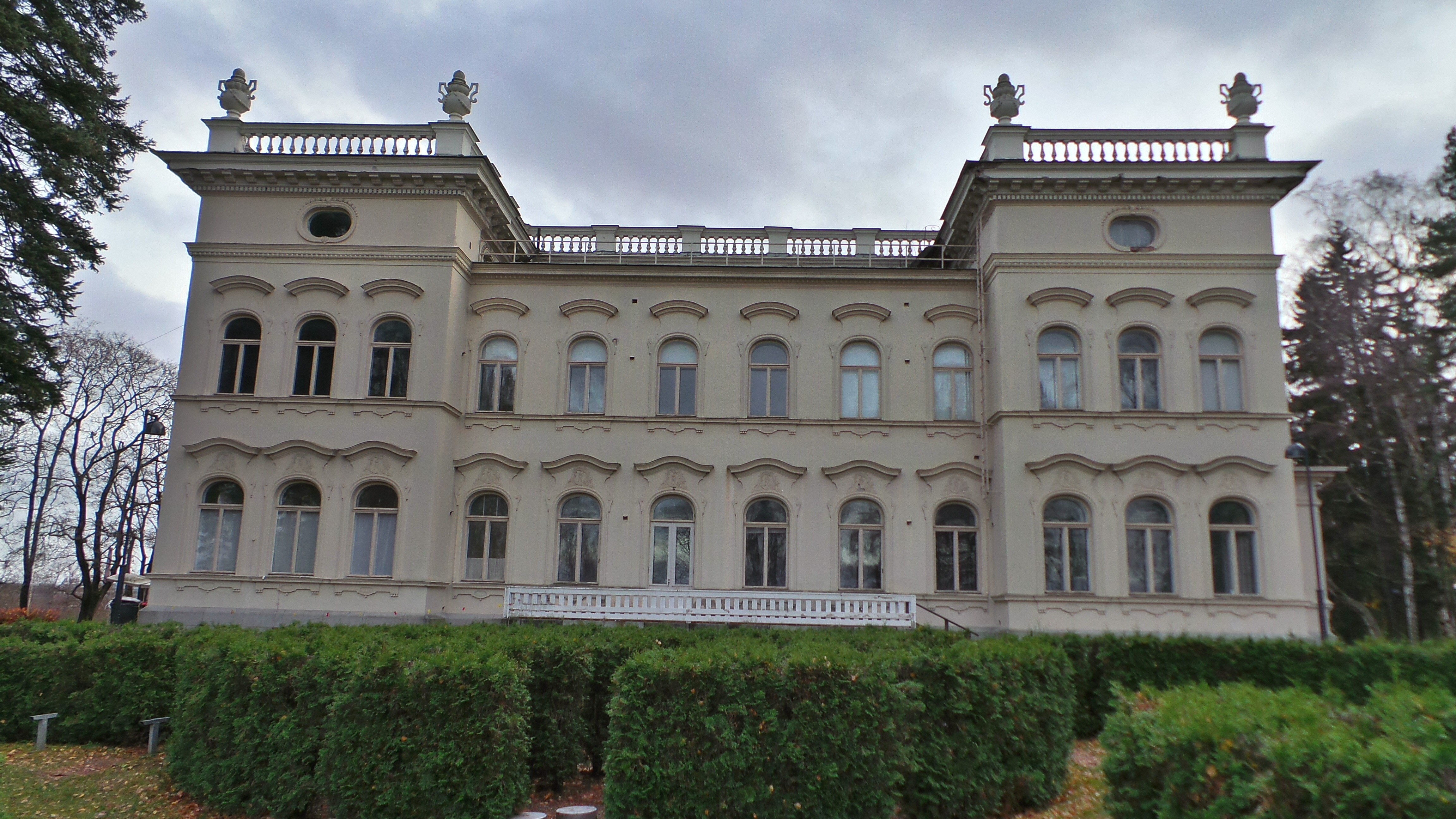
Château de Näsi

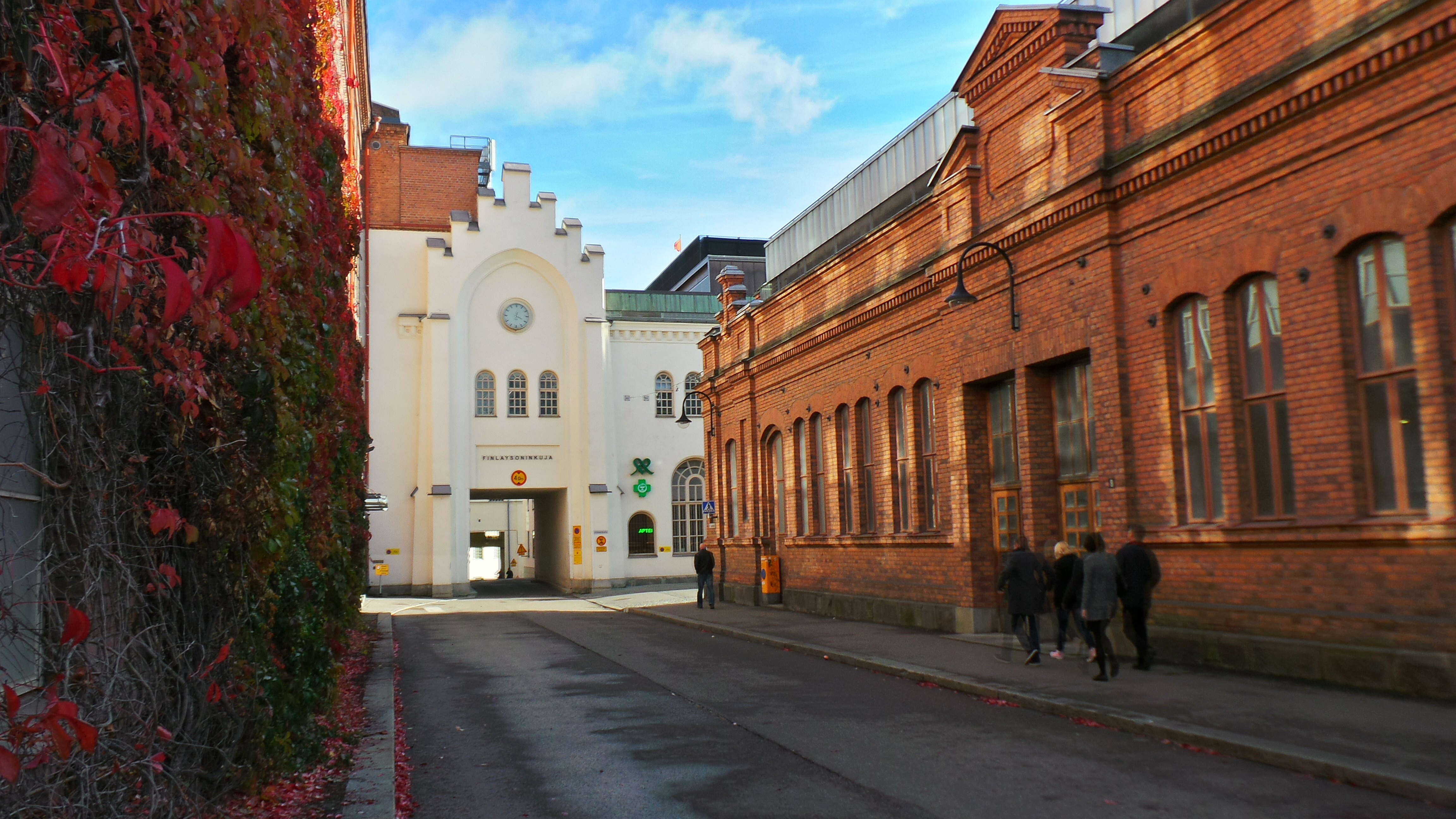
Anciennes usines de Finlayson

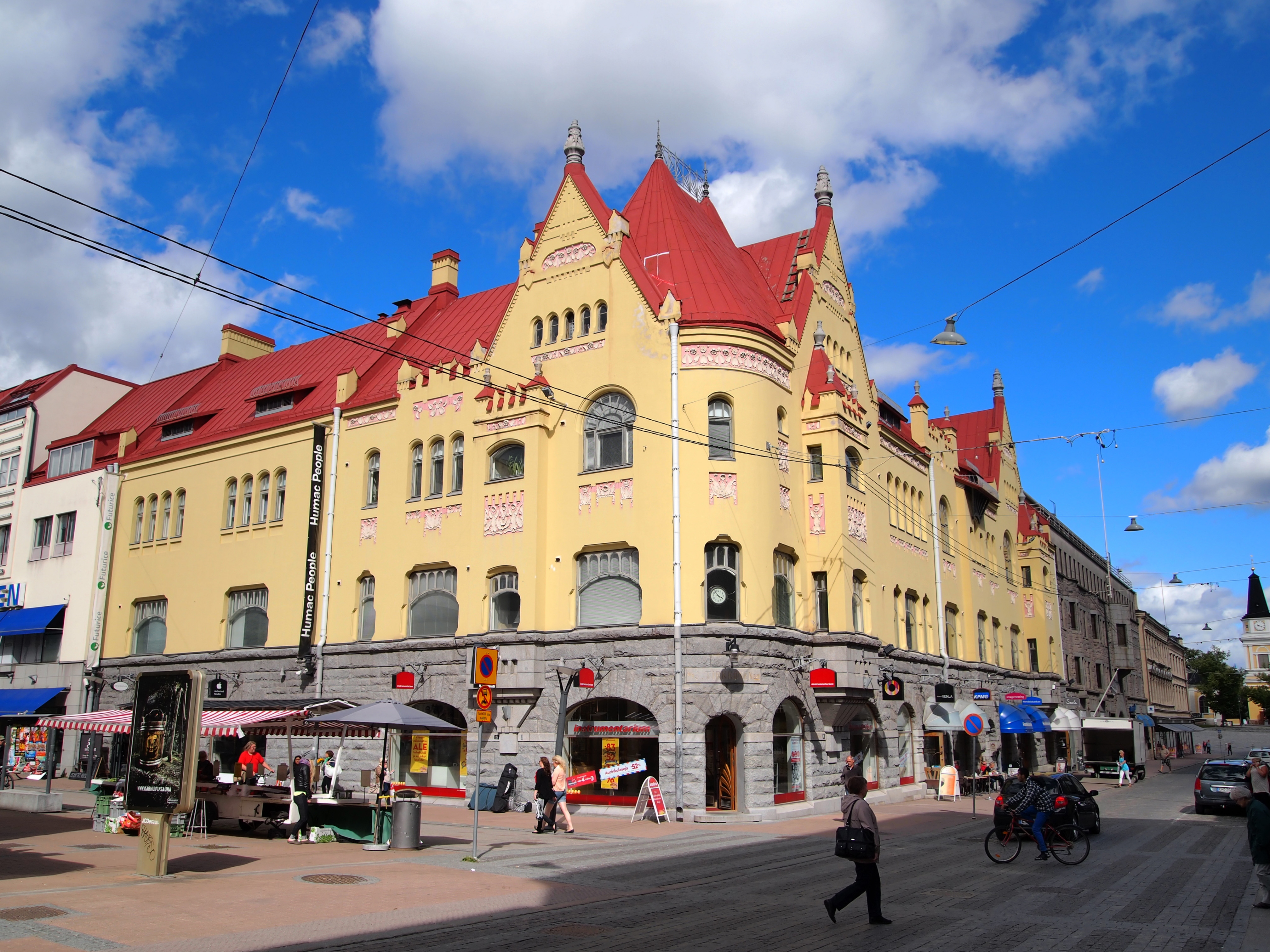
Maison Tirkkonen.

### Églises
- Église Alexandre de Tampere
- Église de Finlayson
- Église de Kaleva
- Ancienne église de Messukylä
- Église orthodoxe
- Cathédrale de Tampere
- Église de Teisko
- Ancienne église de Tampere
- Église de Viinikka
- Église de la Sainte Croix de Tampere

### Tours d'observation
- Näsinneula
- Tour d'observation de Pyynikki

### Palais et manoirs
- Palais Finlayson
- Palais de Haarla
- Manoir de Hatanpää
- Manoir de Lielahti
- Château de Näsi
- Petit palace
- Château de Pyynikki

### Bâtiments Art nouveau
- Maison du Commerce
- Caserne centrale des pompiers de Tampere
- Maison Palander
- Maison Schreck
- Maison Sumelius
- Maison Tirkkonen
- Maison des étudiants de Tampere
- Mur de pierre de Tuominen

### Anciennes usines
- Zone de l'usine Finlayson
- Papeterie Frenckell
- Kehräsaari
- Bains de Lapinniemi
- Zone d'usines de Tampella
- Maison des artisans de Verkaranta (fi)

### Autres bâtiments
- Chapelle de Gadd
- Tours de Kaleva
- Centre d'activités d'Hervanta
- Centre de loisirs d'Hervanta
- Hôtel Ilves
- Hôtel Tammer
- Hôtel Torni
- Université technologique
- Halle du marché
- Gare routière
- Usine de Pispala (fi)
- Bibliothèque Metso
- Mairie
- Stade de Tampere
- Centrale électrique de la chute centrale
- Gare de Tampere
- Université de Tampere
- Maison de Tampere
- Centre social de Tipoti (fi)
- Ancienne bibliothèque
- Maison Selin
- Maison Sandberg
- Maison des dix hommes
- Maison du chemin de fer
- Maison Ruuskanen
- Maison Tempo
- Immeuble commercial Otra
- Puistolinna
- Palais de justice

## Lieux

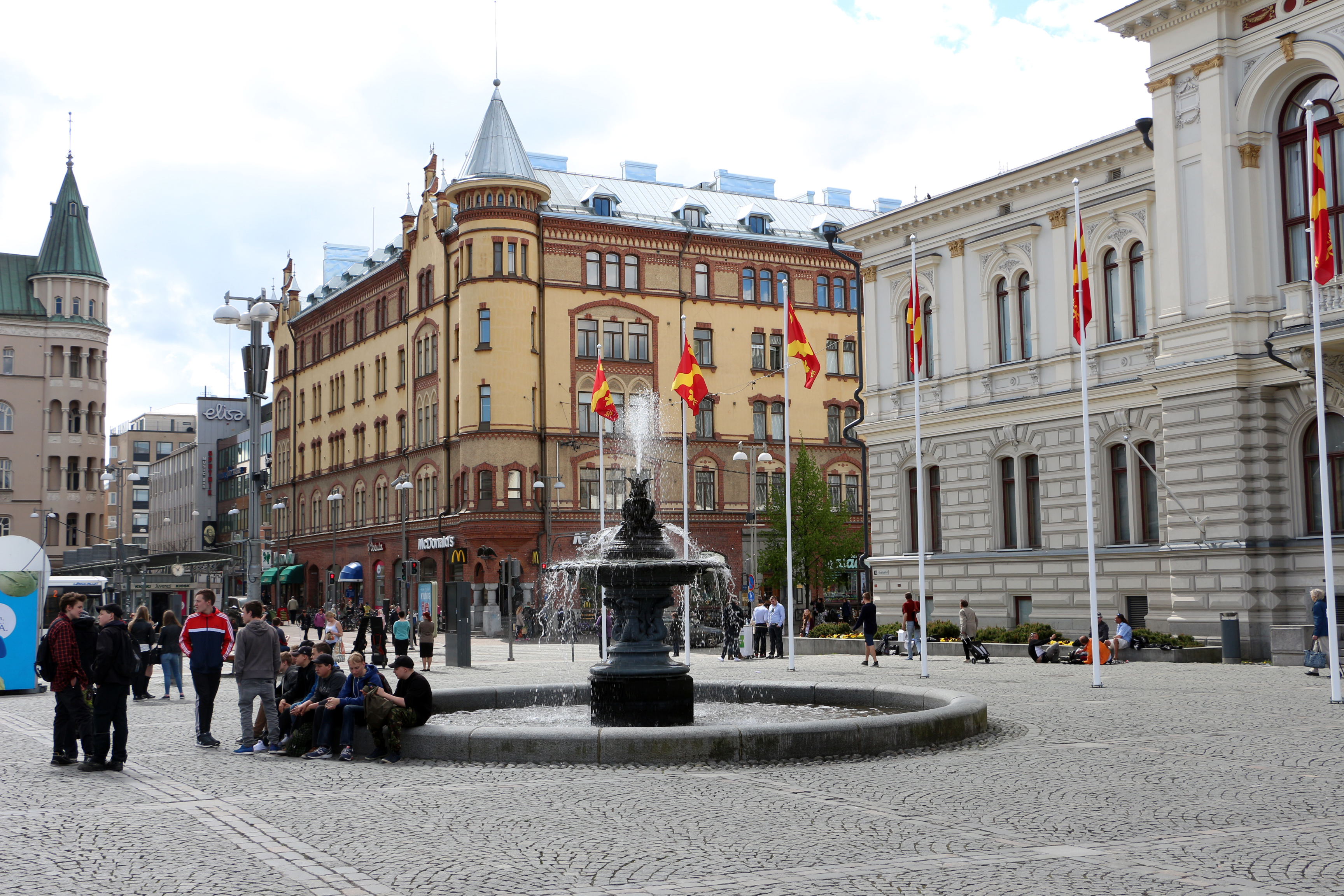
Fontaine de la place centrale de Tampere.

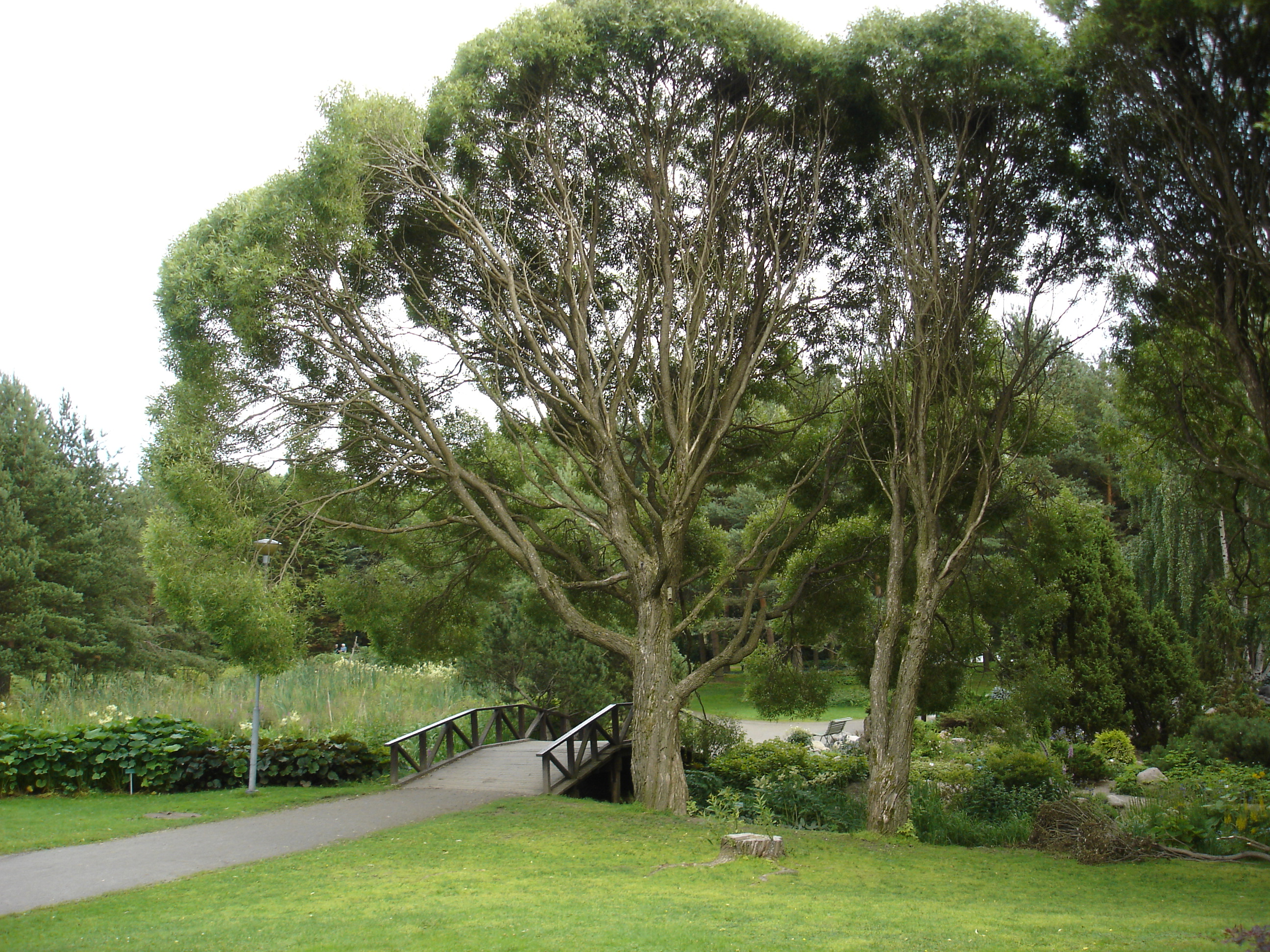
Arboretum de Hatanpää.

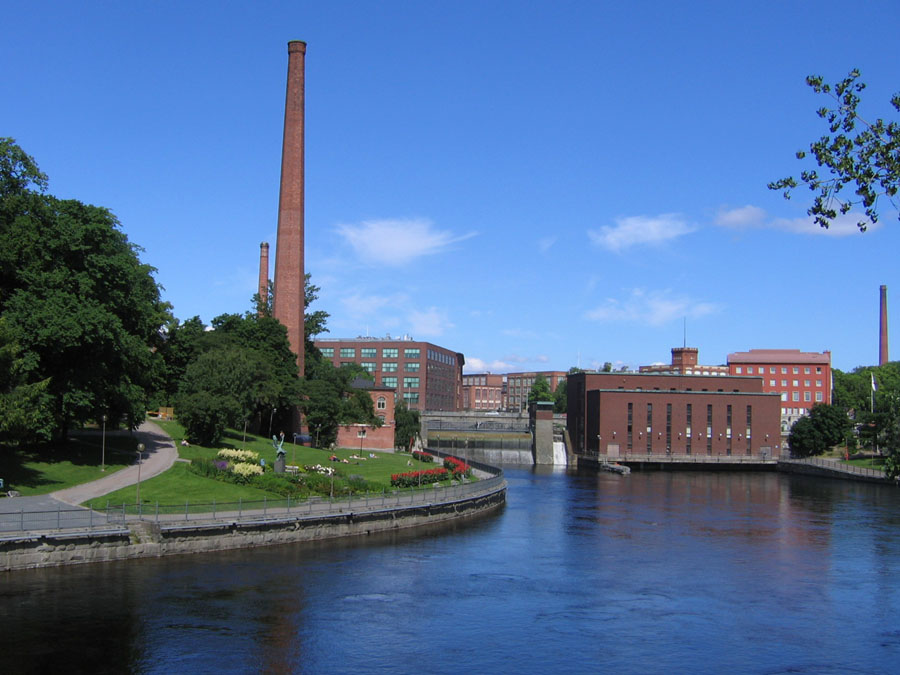
Tammerkoski.

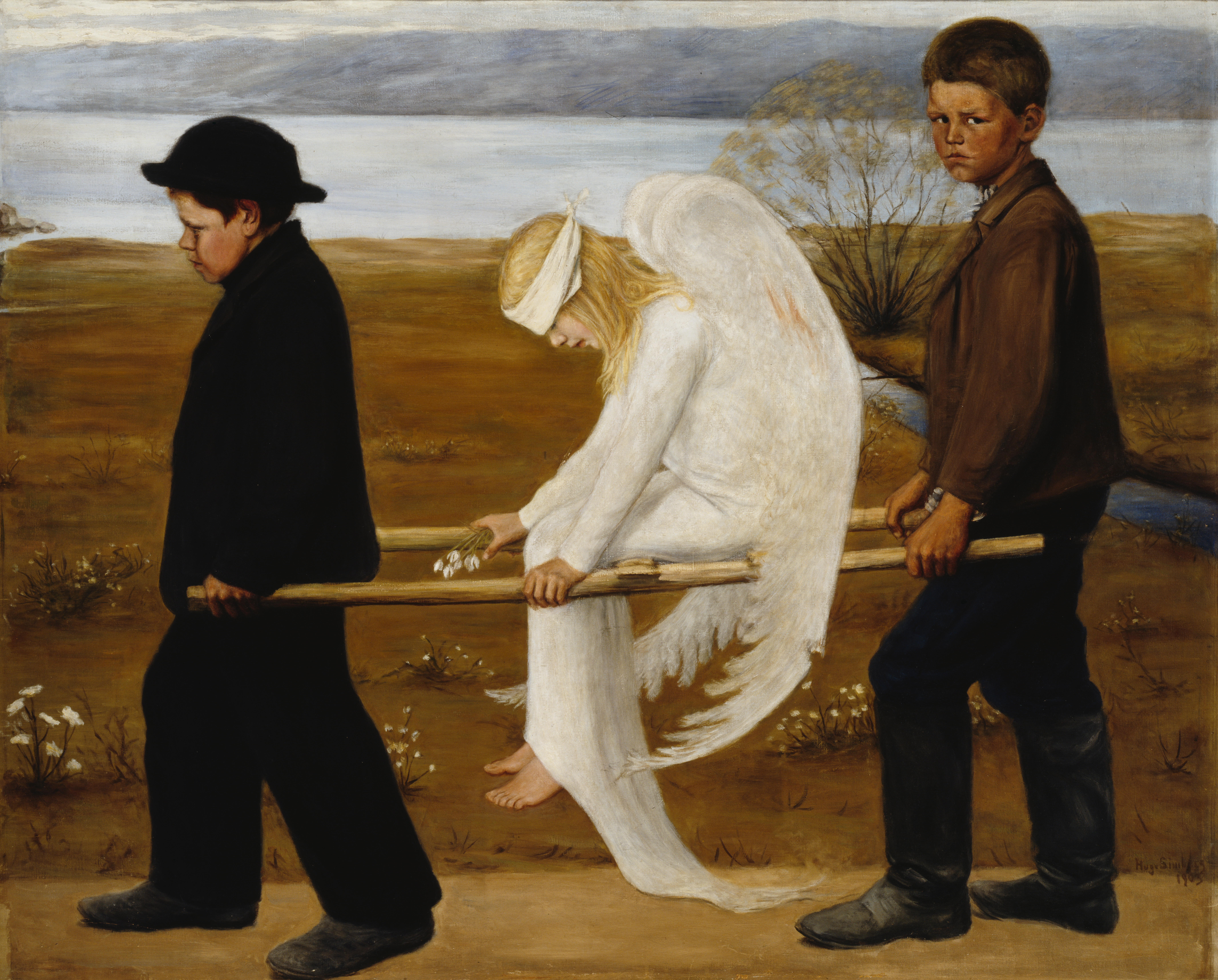
L'ange blessé

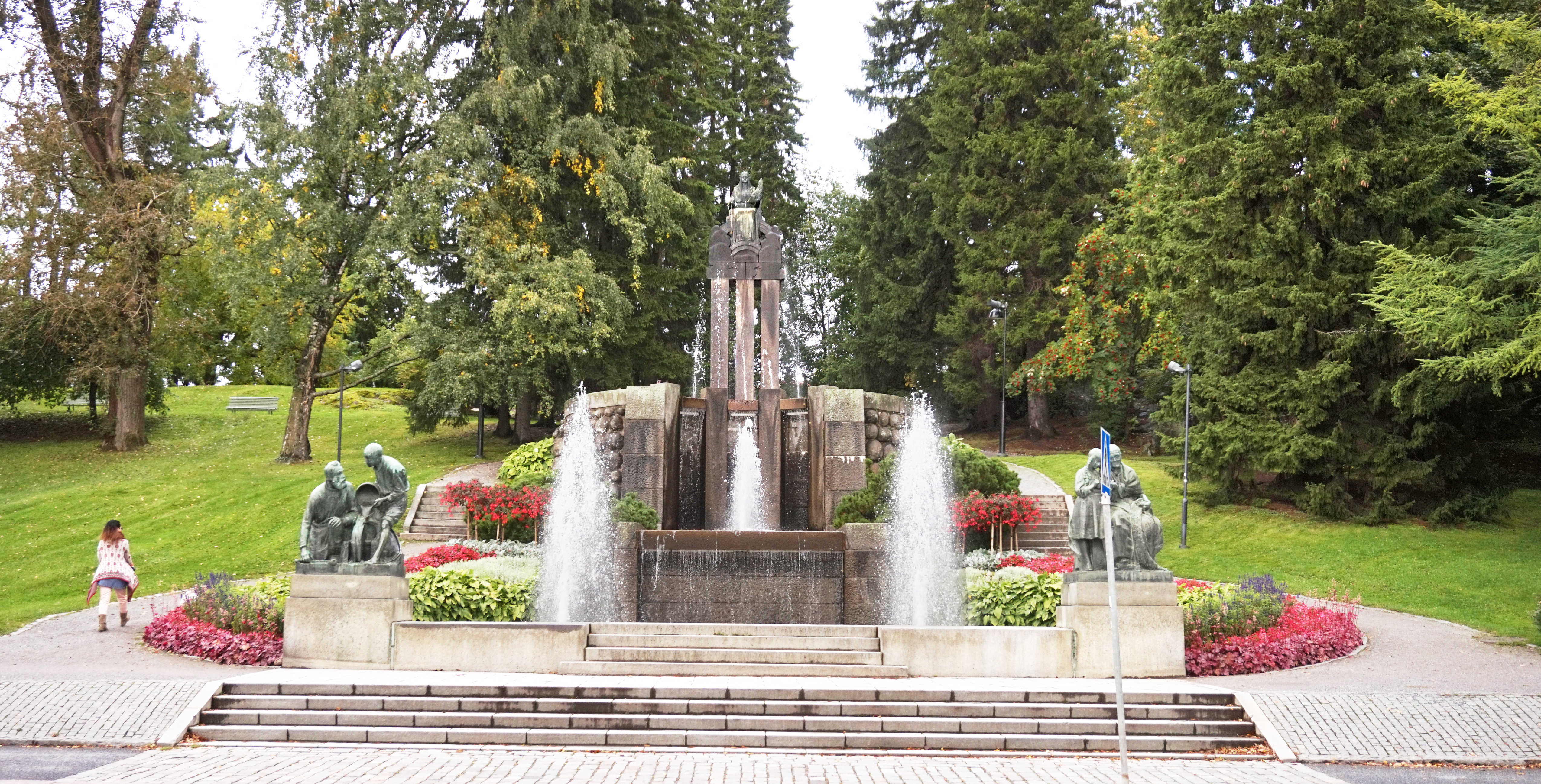
Fontaine de Näsikallio

### Places et rues
- Hämeenkatu
- Place centrale
- Laukontori
- Pyynikintori
- Pirkankatu
- Tammelantori
- Kalevantie
- Aleksanterinkatu
- Aleksis Kiven katu
- Hallituskatu
- Hämeenkatu
- Itsenäisyydenkatu
- Kauppakatu
- Kuninkaankatu
- Mariankatu
- Parc du Häme
- Puutarhakatu
- Rautatienkatu
- Sammonkatu
- Satakunnankatu
- Satamakatu
- Teiskontie
- Tuomiokirkonkatu
- Yliopistonkatu

### Ponts et tunnels
- Aunessilta
- Hämeensilta
- Laukonsilta
- Patosilta
- Tunnel de flottage de bois de Pispala (fi)
- Tunnel côtier de Tampere
- Satakunnansilta

### Parcs et cimetières
- Arboretum de Hatanpää
- Parc du Häme
- Cimetière de Kalevankangas
- Parc Koskipuisto
- Parc de Näsi
- Parc de l'église de Pyynikki
- Parc Sorsapuisto
- Parc Wilhelm von Nottbeck
- Eteläpuisto
- Parc des pins
- Parc de Kiev
- Tuomiokirkonpuisto

### Lacs et îles
- Konsulinsaari
- Näsijärvi
- Pyhäjärvi
- Siilinkari
- Tammerkoski
- Viikinsaari

### Voies lacustres
- Port de Tampere
- Mustalahti
- Voie lacustre du poète

### Moraines
- Esker de Pispala
- Esker de Pyynikki

## Lieux culturels

### Musées
- Musée de l'habitat ouvrier d'Amuri
- Musée Emil Aaltonen
- Centre Vapriikki
  - Musée de la pierre
  - Musée des médias Rupriikki
  - musée régional de Pirkanmaa
  - Musée de la poste
  - Musée du hockey
  - Musée du jeu
  - musée d'histoire naturelle de Tampere
- Musée Milavida
- Musée des Moumines
- Musée finlandais de la boxe (fi)
- Musée de la police (Tampere) (fi)
- Musée Sara Hildén
- Musée du jardin d'acclimatation (fi)
- Musée d'art de Tampere
- Musée de Teisko (fi)
- Musée Werstas de la classe ouvrière
- Musée de l'espionage (fi)
- Musée d'Art Hiekka
- Musée Lauri Viita (fi)
- Musée Lénine
- Musée de la laiterie (fi)

### Théâtres
- Théâtre d'été de Pyynikki
- Théâtre de la comédie de Tampere (fi)
- Théâtre de Tampere
- Théâtre des travailleurs
- Théâtre de la danse de Tampere (fi)
- Théâtre Telakka (fi)

### Autres lieux culturels
- Ancienne bibliothèque de Tampere
- Cinéma Niagara (fi)
- Cinéma Plevna (fi)
- Forge graphique Himmelblau (fi)
- Centre d'art de Haihara
- Bibliothèque de Juice (fi)
- Conservatoire de Tampere (fi)
- Laikunlava
- Institut du livre pour enfants (fi)
- Centre culturel pour enfants Rulla (fi)
- centre d'art contemporain de Pispala (fi)
- Bibliothèque Metso
- Centre culturel du centre douanier (fi)
- Centre d'art Mältinranta
- Tampere-talo
- Centre photographique contemporain (fi)
- Club Vastavirta (fi)
- Maison des étudiants de Tampere
- Statue de Mannerheim (fi)

### Objets d'art et fontaines
- L'Ange blessé
- Fontaine de la place centrale
- Mémorial de Kotkankallio
- Kultakutri (fi)
- Le jardin de la mort
- Köynnöksenkantajat (fi)
- Statue de Moumine (fi)
- Fontaine de Näsikallio
- Statues des Pirkkalaiset (fi)
- Le poète et la muse (fi)
- La sculpture de Tampere (fi)
- Statue de la Liberté (fi)

## Parcs d'attractions

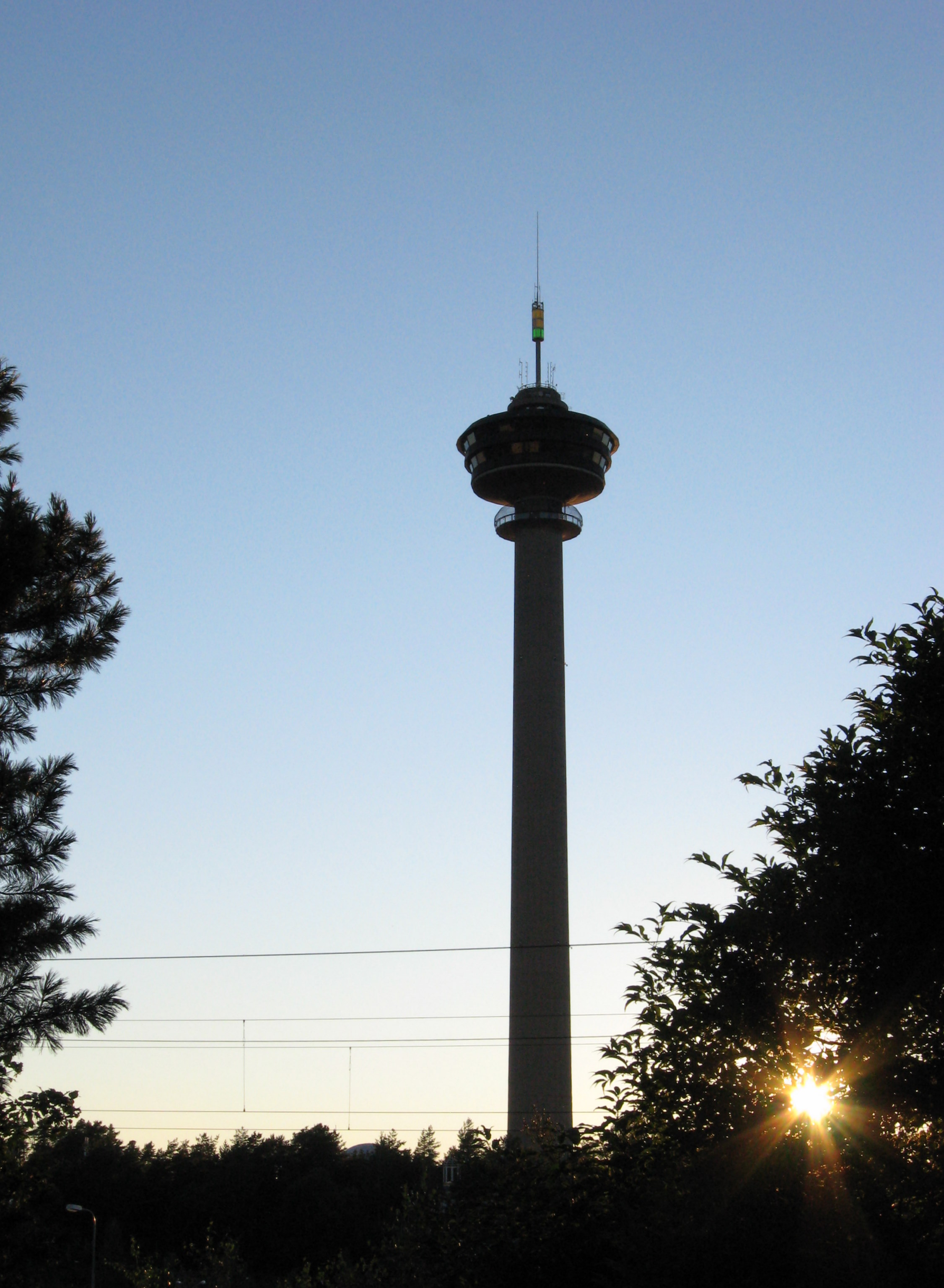
Tour d'observation Näsinneula.

Le parc d'attractions Särkänniemi est une importante attraction touristique qui comprend un delphinarium et la tour d'observation Näsinneula surmontée d'un restaurant giratoire. Pispala est un site situé entre les lacs Näsijärvi et Pyhäjärvi. Il hébergeait la majorité des usines de la fin du XIXe siècle et du début du XXe siècle. C'est actuellement un quartier résidentiel, et avec son voisin Pyynikki, il est un lieu historique important de Tampere. La ville de Tampere abrite le Musée Lénine, consacré à Lénine, et installé à l'endroit où Lénine rencontra pour la première fois Staline en 1905.